# Muzharul Islam

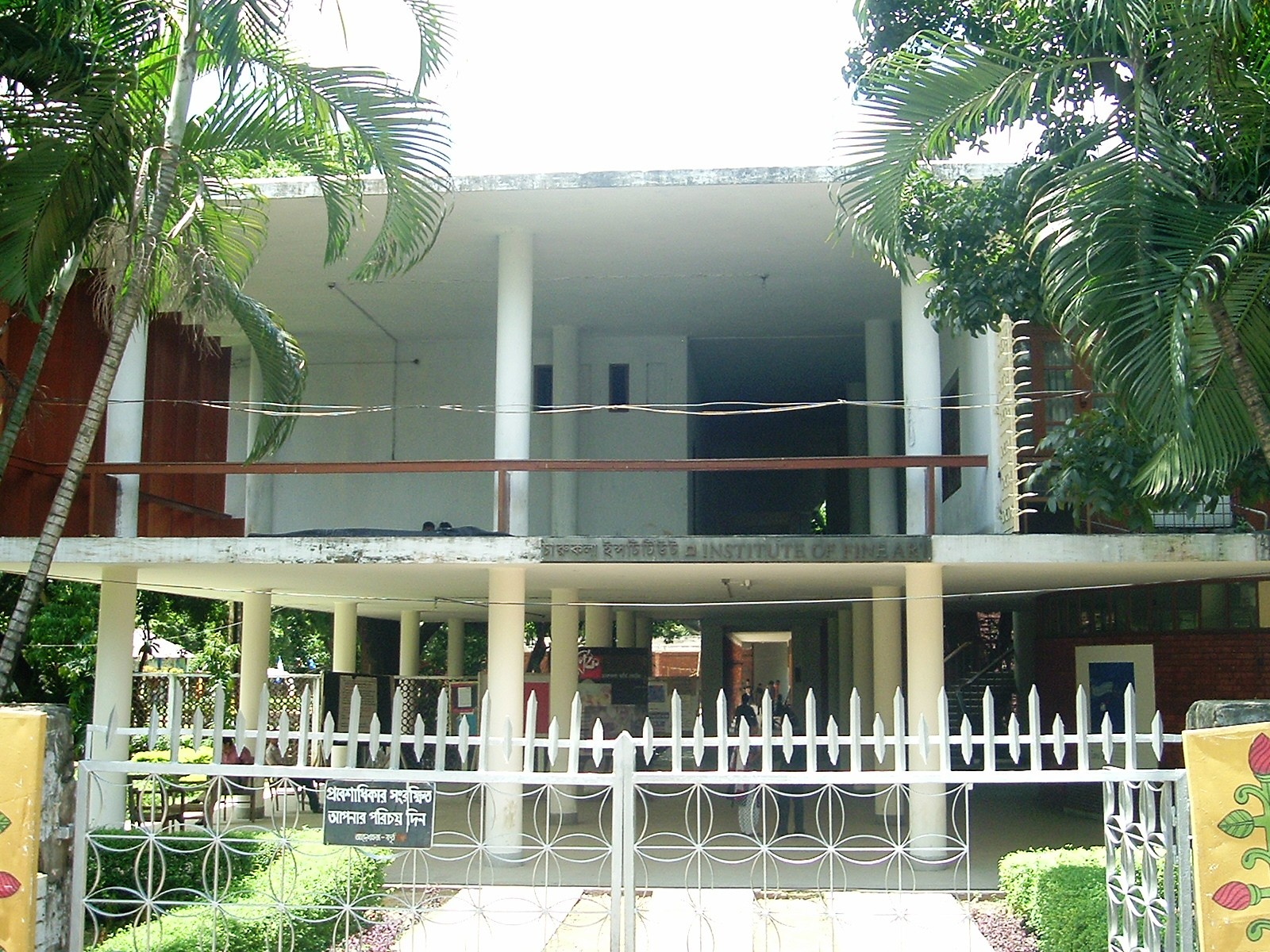
Facultad de Bellas Artes de la Universidad de Daca (1953–1954)

Muzharul Islam (en bengalí: মাজহারুল ইসলাম; Murshidabad, 25 de diciembre de 1923-Daca, 15 de julio de 2012) fue un arquitecto racionalista bangladesí. Está considerado el padre de la arquitectura moderna en su país.

## Trayectoria
Estudió en la Universidad de Oregón, donde se tituló en 1952. De regreso a su país, trabajó en el Ministerio de la Construcción y de la Edificación del entonces denominado Pakistán Oriental, futuro Bangladés. Entre sus obras de entonces destacan la Biblioteca Pública de Daca (1955) y la Facultad de Bellas Artes de la Universidad de Daca (1953-1954).
En 1961 realizó un posgrado en la Universidad de Yale, donde fue alumno de Paul Rudolph. Su influencia se denota en el uso de hormigón bruto en obras como el Instituto Nacional de Administración Pública (1964), la sede de la Sociedad para el Desarrollo Agrícola (1968) y su propia vivienda en Daca (1969).
Entre 1965 y 1971 colaboró con Stanley Tigerman en la construcción de cinco institutos politécnicos en el país. También jugó un papel determinante en la elección de Louis Kahn como arquitecto de la nueva Asamblea Nacional en Daca (1962-1984). A su vez, Kahn le influyó desde finales de los 1960 en el uso de ladrillo sin revoco. Entre sus últimas obras destacan: la Universidad de Jahangirnagar (1971), las viviendas para obreros de la Joypurhat Cement and Limestone Factory (1979), la Biblioteca Nacional de Bangladés (1980) y los Archivos Nacionales en Daca (1981).
Fue fundador del grupo de estudios Chetana («consciente» en bengalí), una asociación compuesta por arquitectos, ingenieros, artistas y poetas.